# Klasična filologija
Klásična filologíja je smer filologije, ki se ukvarja s staro grščino in latinščino. Znanstvenik, ki se ukvarja s to znanstveno vedo, je klasični filolog.

## Klasična filologija na ljubljanski univerzi

### Obdobje 1919-1945
Klasična filologija je na ljubljanski univerzi že od začetka 1919. Prvi profesor za latinščino je bil Ivan Lunjak, po rodu Čeh, poprej univerzitetni profesor na univerzah v Petrogradu, Moskvi in Odesi. Katedro za grščino je 1923 kot docent zasedel Fran Bradač, ki je na fakulteti predaval do (prisilne) upokojitve 1945. Poleg njiju so pri delu v novoustanovljenem seminarju kot honorarni predavatelji sodelovali Ivan Arnejc, Josip Pipenbacher (sicer znan kot pisec srednješolskih učbenikov), Jože Debevec (prevajalec Danteja in pisec prve obsežnejše študije o antični drami v slovenščini) in Ivan Maselj.
Prvi trije doktorandi klasične filologije na ljubljanski univerzi so bili leta 1924: Albin Vilhar z disertacijo o helenističnem pesniku Parteniju, Josip Ilc z disertacijo o motivih v Tibulovih elegijah, Ivan Ambrožič z disertacijo o Mitrovem kultu na ozemlju današnje Slovenije. 1934 je promoviral tudi Milan Grošelj z disertacijo o sintaksi latinskega genetiva in dativa.
Milan Grošelj je po Lunjakovem odhodu zasedel izpraznjeno katedro za latinski jezik, najprej kot honorarni predavatelj, 1940 kot docent, 1945 izredni in 1950 kot redni profesor. Iz njegove šole je izšla vrsta solidnih filologov, med njimi: Janez Fašalek (1914-1981), prevajalec grških in rimskih zgodovinarjev (Tukidid, Ksenofont, Polibij, Cezar); Oton Muhr (1918- 1972; 1945 se je umaknil iz Jugoslavije), ki je promoviral na graški univerzi z disertacijo o rabi predlogov ad in per pri Salustiju in pozneje napisal tri latinske vadnice, ki so izšle v Trstu; Anica Šašel, sodelavka pri izdajah rimskih napisov, najdenih v Jugoslaviji, ki jih je objavil in komentiral in njen soprog Jaro Šašel, in avtorica treh latinskih vadnic; tudi zunaj stroke se je uveljavil pisatelj Alojz Rebula, snov za svoj največji roman V Sibilinem vetru je zajel iz antike; zlasti kot arheologa sta delovala Stane Gabrovec in Jože Kastelic, ta je v doktorski disertaciji obdelal snov z mejnega področja med antiko in slovenistiko (Antični snovni elementi v Prešernovem delu, 1943; predelano in razširjeno v monografiji Umreti ni mogla stara Sibila (Ljubljana: Modrijan, 2000) in napisal več bleščečih uvodnih esejev k prevodom antičnih del.
V času pred nastopom Milana Grošlja je študiral tudi Silvester Kopriva (1908-1991), nestor slovenske klasične filologije, pisec solidnih učbenikov, predvsem temeljite Latinske slovnice, in prevajalec slovenske poezije v latinščino. Prevajanju iz nove grščine in utrjevanju povezav med Slovenijo in sodobno Grčijo se je posvetil Marijan Tavčar, ki je objavil tudi nekaj prevodov iz antike (Aristofanove Zborovalke, Platonovega Protagora, Menandra). Izjemne zasluge za razmah literarnega življenja na Štajerskem ima Jože Košar (1908-1982), dolgoletni ravnatelj mariborske založbe Obzorja (po njegovi zaslugi je založba Obzorja začela izdajati zbirko Iz antičnega sveta, tudi sam je prevedel dve temeljni deli antične filozofije – Platonovo Državo in Zakone.

### Obdobje 1945-1970
Zunaj okvirov univerze je dolgo deloval Anton Sovre, človek, ki je naredil za duhovno navzočnost antike v slovenskem kulturnem prostoru več kot kdor koli pred njim, razgledan filolog in ob svojem času mojster slovenske besede. Pozornost je zbudil že 1922 z izidom prevoda Sofoklovega Kralja Ojdipa. Preden je dobil mesto na univerzi, je poučeval latinščino na raznih gimnazijah, bil je tudi prosvetni inšpektor. Leta 1947 je po prisilni povojni upokojitvi »klerikalno-anglofilsko nastrojenega« Frana Bradača zasedel mesto profesorja za grščino.
Število rednih slušateljev se je v letih po 1945 zaradi postopnega izrivanja grščine in latinščine iz gimnazijskih programov počasi krčilo: od nekdanjih 15-20 slušateljev je povprečje padlo na 4-6, včasih tudi manj. Vse manj je bilo tudi slušateljev s študijsko povezavo latinščine in grščine, pogostejše so bile povezave z modernimi jeziki, filozofijo, zgodovino ipd. Ker so se vse pogosteje vpisovali maturanti s pomanjkljivim znanjem latinščine brez predhodnega znanja grščine (iz gimnazijskih programov je izginila po 1945), sta se spremenila učni program in študijska ureditev, obseg obvezne lektire se je zmanjševal; zahteve, ki so se poprej postavljale pred diplomanta smeri A, so se deloma premaknile na podiplomski študij, vendar se je zanj odločilo le malo študentov, čeprav so bile dane vse teoretične možnosti.
Milan Grošelj je bil med soustanovitelji revije za klasično filologijo Živa antika, ki izhaja od leta 1959 v Skopju. Za njim je bil urednik Kajetan Gantar. V več kot treh desetletjih so slovenski klasični filologi v tej reviji objavili vrsto razprav in člankov, ki so zbudili pozornost strokovnjakov tudi v mednarodnem znanstvenem svetu.
Vodilna profesorja tega obdobja, Milan Grošelj in Anton Sovre, sta usmerjala študente in jim omogočala izpopolnjevanje doma in v tujini. Bojan Čop je prišel na oddelek kot skupni asistent za klasično filologijo in indoevropsko primerjalno jezikoslovje, vendar se je pozneje povsem preusmeril v indoevropeistiko, čeprav ni pozabil svoje matične stroke, saj je objavil vrsto izvirnih etimologij ravno s področja grškega besednega zaklada. Leta 1951 je postala asistentka Erika Mihevc Gabrovec. Izpopolnjevala se je na pariški Sorboni in v Atenah, izdelala disertacijo o izginjanju perfekta v pozni grščini (1955) in habilitacijo o sintaksi Joanesa Moshosa. Spomladi 1967 je bila izvoljena za docentko, pozneje za izredno in redno profesorico; večkrat je bila tudi predstojnica oddelka. Leta 1962 je bil izvoljen za asistenta za latinski jezik in književnost Kajetan Gantar. Že štiri leta poprej je izdelal doktorsko disertacijo, pozneje se je izpopolnjeval v Parizu, Heidelbergu, Ženevi in na Dunaju. Jeseni 1967 je bil, potem ko se je upokojil Milan Grošelj, izvoljen za docenta za latinski jezik in književnost, kot habilitacijo je predložil razpravo Amicus sibi. 1967 je bil za lektorja za latinski jezik izvoljen Primož Simoniti, dve leti pozneje si je pridobil naziv asistenta. Izpopolnjeval se je v Münchnu, Würzburgu, Vatikanu in na Dunaju ter se posvetil predvsem raziskavam slovenskega humanizma. S tega področja je tudi doktoriral in disertacijo objavil v knjižni obliki. Iz Grošljeve in Sovretove šole je izšel tudi Jože Mlinarič; doktoriral je z disertacijo o srednjeveški latinski epski pesmi o Mariji ter se pozneje posvetil raziskavam srednjeveške latinske zgodovine in se uveljavil kot eden najvidnejših slovenskih medievalistov.

### Obdobje 1970-1990
Generacija Grošljevih in Sovretovih učencev, ki jo na fakulteti zaznamuje trojica Mihevc-Gabrovec, Gantar, Simoniti, je dala leta 1974 pobudo za ustanovitev Društva za antične in humanistične študije Slovenije, ki si je pridobilo veliko zaslug za vsaj delno poživitev pouka latinščine na slovenskih osnovnih in srednjih šolah, organiziralo vrsto znanstvenih in strokovnih predavanj in ekskurzij ter priredilo tudi več znanstvenih srečanj, npr. znanstveno zborovanje Antika in antična dediščina v Jugoslaviji (Žalec, 1983), Sovretovo srečanje (v sodelovanju z Društvom slovenskih književnih prevajalcev; Ptuj, 1985). Ob stoletnici Sovretove smrti je društvo ob prostorih oddelka za klasično filologijo na fakulteti odkrilo spominsko plaketo Antona Sovreta.
Leta 1975 je kot lektor na oddelek prišel Martin Benedik, ki vse do danes vodi lektorate latinščine za študente filozofske in teološke fakultete, latinščino pa je poučeval tudi na fakulteti za veterino. Kot prevajalec se loteva predvsem teoloških in strokovnih besedil; med prvimi sta najpomembnejša Hans Urs von Balthasar in Martin Luther, med slednjimi pa  Kopitarjev Cločev Glagolit.
K nemotenemu pedagoškemu procesu na oddelku so nemalo prispevali tudi občasni honorarni predavatelji, ki so skrbeli zlasti za specialno metodiko pouka latinščine in grščine, za hospitacije in praktične nastope in za tečaje latinščine za nefilologe (romaniste, zgodovinarje, arheologe, umetnostne zgodovinarje). Število obiskovalcev teh tečajev je iz leta v leto naraščalo tudi zato, ker je bila latinščina čedalje bolj izrinjena iz srednjih šol. Med temi honorarnimi predavatelji so bili tudi trije zaslužni klasični filologi, ki so predavali po upokojitvi do visoke starosti: Franc Gnjezda, Josip Ilc in Silvo Kopriva. Srednji generaciji je pripadal zdaj že pokojni Matija Pogorelec (1934-1984), mlajši pa nadarjena, pri Ajacciu tragično preminula Zdenka Beran, ki je že kot študentka objavila zanimivo razpravo o Petroniju (Živa antika 1973), Staša Krapež in Katja Pavlic Škerjanc.
Kot zunanja sodelavka je na oddelku že med letoma 1984 in 1988 poučevala latinščino in specialno didaktiko klasičnih jezikov Barbara Šega Čeh. 1988 se je redno zaposlila, najprej kot asistentka za latinski jezik in književnost, nato kot lektorica. Trenutno vodi lektorate latinščine za umetnostne zgodovinarje in romaniste, širši javnosti pa je znana kot prevajalka latinske poezije, ki je leta 2003 za prevod Ovidijeve Umetnosti ljubezni prejela Sovretovo nagrado.
Oddelčna knjižnica, ki je edina za to področje v vsej Sloveniji, si je iz skromnih začetkov (med drugo svetovno vojno je v celoti pogorela, ko se je na stavbo – sedanji NUK – med vajo zrušilo nemško letalo) kljub pičlim denarnim sredstvom pomnožila svoj knjižni fond, tako da danes šteje okrog 16.000 knjižničnih enot. K temu je poleg nekaterih zapuščin in daril (odkup Sovretove strokovne knjižnice, darilo Muhrove strokovne knjižnice, vsakoletna darilna pošiljka separatnih odtisov in nekaterih periodičnih publikacij, ki jih je pošiljala oddelku dr. Juliette Ernst, urednica L’année philologique, iz Pariza) veliko pripomogla zamenjava fakultetnih publikacij s številnimi periodičnimi ali drugimi publikacijami evropskih in tudi nekaterih zunajevropskih univerz. Knjižnico sta sprva ob učiteljskem delu vodila Erika Mihevc Gabrovec in Primož Simoniti, leta 1986 pa je bibliotekarka postala Breda Čop. Knjižnico je uspešno vodila do leta 1993, ko je postala lektorica za latinščino.

### Obdobje po letu 1990
Od poznih osemdesetih let 20. stoletja naprej je bila na oddelek sprejeta vrsta mlajših raziskovalcev. Prvi med njimi, Matjaž Babič, je postal asistent leta 1987, magistriral je leta 1990 z nalogo Besedni red v Plavtovih komedijah, 1996 je doktoriral z raziskavo o besednem redu v mikenski grščini in s tem ljubljansko grecistiko razširil na povsem novo področje. Istega leta je postal docent, leta 2006 pa redni profesor. V letih, preden je zapustil oddelek (2011), je študij grščine uspešno dopolnjeval s sodobno grščino in s tem ustvaril prvi zametek neohelenistike.
Nekaj let kasneje (1993) je kot asistent prišel na oddelek Marko Marinčič, ki je 1996 zagovarjal magistrsko delo Kompozicija Katulovega epilija o svatbi Peleja in Tetide in 1999 doktorsko disertacijo Helenistični epilij v Rimu. Zgodaj se je uveljavil tudi kot prevajalec, saj je za prevod Vergilijeve poezije (1994) prejel Sovretovo nagrado za najboljše prevodno delo na Slovenskem (1996). Leta 1999 je postal docent, leta 2009 pa redni profesor za rimsko in grško književnost.
Brane Senegačnik je bil od leta 1994 asistent za rimsko in grško književnost. Doktoriral je leta 2002 z disertacijo o dramaturški funkciji stranskih likov v Sofoklovih tragedijah. Leta 2010 je postal docent za grško in rimsko književnost. Je tudi uveljavljen pesnik, prevajalec, esejist in publicist; za prevod Senekovega Ojdipa je leta 2012 prejel Sovretovo nagrado.
Leta 1997 se je mlajši generaciji filologov kot asistent pridružil še Matej Hriberšek. Magistriral je leta 2000 z delom Imperfekt pri Ciceronu, doktoriral pa leta 2003 z disertacijo Analiza metodičnega pristopa v slovenskih osnovnošolskih in srednješolskih učbenikih in priročnikih za klasične jezike od 1850 do 2000. Od leta 2010 je docent za latinski in grški jezik. Je prevajalec številnih temeljnih antičnih del in je leta 2015 za prevod Plinijevega Naravoslovja prejel Jermanovo nagrado.
Barbaro Zlobec, ki je v študijskem letu 1999/2000 na oddelku delovala kot asistentka za klasično filologijo, je jeseni 2000 nadomestila Sonja Weiss. Doktorirala je leta 2006 s kombinirano literarno-filozofsko temo nauka o duši v Plotinovih interpretacijah mita in leta 2012 postala docentka.
Študije pozne in srednjeveške grščine, ki jih je z veliko uspeha začela Erika Mihevc Gabrovec, je nadaljevala Jerneja Kavčič, ki je bila v letih 2000-04 mlada raziskovalka in je leta 2004 zagovarjala doktorsko disertacijo Skladenjske in slogovne značilnosti neosebnih glagolskih oblik v grški prozi zgodnjega srednjega veka. Leta 2005 je bila izvoljena v naziv docentke in leta 2012 izredne profesorice za grški jezik. V desetletju po uvedbi novih študijskih programov grščine ji je uspelo neohelenistiko razširiti v samostojno raziskovalno in študijsko področje.
Med letoma 2001 in 2013 na oddelku kot lektorica za latinščino in grščino delovala Jelena Isak, ki je leta 2002 magistrirala s temo Kalimahov fragment 110: dosedanje ugotovitve tekstnokritične analize in njihov vpliv na interpretacijo besedila. Leta 2003 je po magisteriju na Srednjeevropski univerzi v Budimpešti kot mladi raziskovalec na oddelek prišel David Movrin. Doktoriral je leta 2008 z disertacijo o odnosu med pogansko in krščansko biografijo v pozni antiki. Od leta 2010 je docent za rimsko in grško književnost, ves čas pa je dejaven tudi kot prevajalec, urednik, pobudnik mednarodnih dogodkov in neutruden posrednik antične kulturne dediščine v šolo in v širši kulturni prostor.
Kristina Tomc je bila na oddelku v letih 2006-07 asistentka, med letoma 2007-2012 pa mlada raziskovalka. Doktorirala je leta 2013 z disertacijo Pindar in Platon o pesništvu: predzgodovina inspiracijske poetike v antični Grčiji.
Usmeritev v novo grščino je v študijskem letu 2006/07 podprla tudi grška vlada z novim lektorskim mestom. Prva lektorica nove grščine je bila Vassiliki Varsamakidou, od leta 2014 naprej pa to mesto zaseda Konstantina Agnatopoulou. Vzporedno oddelek še vedno organizira tudi tečaje za zunanje slušatelje, ki so jih doslej kot zunanji sodelavci vodili Katarina Klakočar Zager, Manolis Perakis in Georgios Politakis.
Andreja Inkret se je oddelku kot asistentka pridružila leta 2011, potem ko je na Univerzi v Oxfordu doktorirala na temo Play-within-a-play and Related Forms in Greek Drama (mentor Oliver Taplin). Širši javnosti je znana predvsem kot prevajalka in publicistka.
Knjižnico in tajništvo so za Bredo Čop v krajših obdobjih vodili Marko Marinčič, Brane Senegačnik, Renata Hrovatič, Mateja Švajncer in Živa Borak, v daljših pa legendarni Pavel Češarek (od 1996 do 2007) in (do danes) Zala Rott.
Oddelek, ki je bil ob ustanovitvi usmerjen predvsem v filološke raziskave v ožjem pomenu besede, je v zadnjih desetletjih razširil svoje dejavnosti tudi na druga področja (npr. raziskave srednjeveške in humanistične latinščine, recepcije antične kulture v slovenski in svetovni književnosti in moderne grščine). Postopoma se je razvil v pomembno središče, ki klasično-humanistično dediščino posreduje v slovenski kulturni prostor, obenem pa je čedalje bolj vpet v mednarodne tokove.